# Novena legislatura del Parlamento Europeo

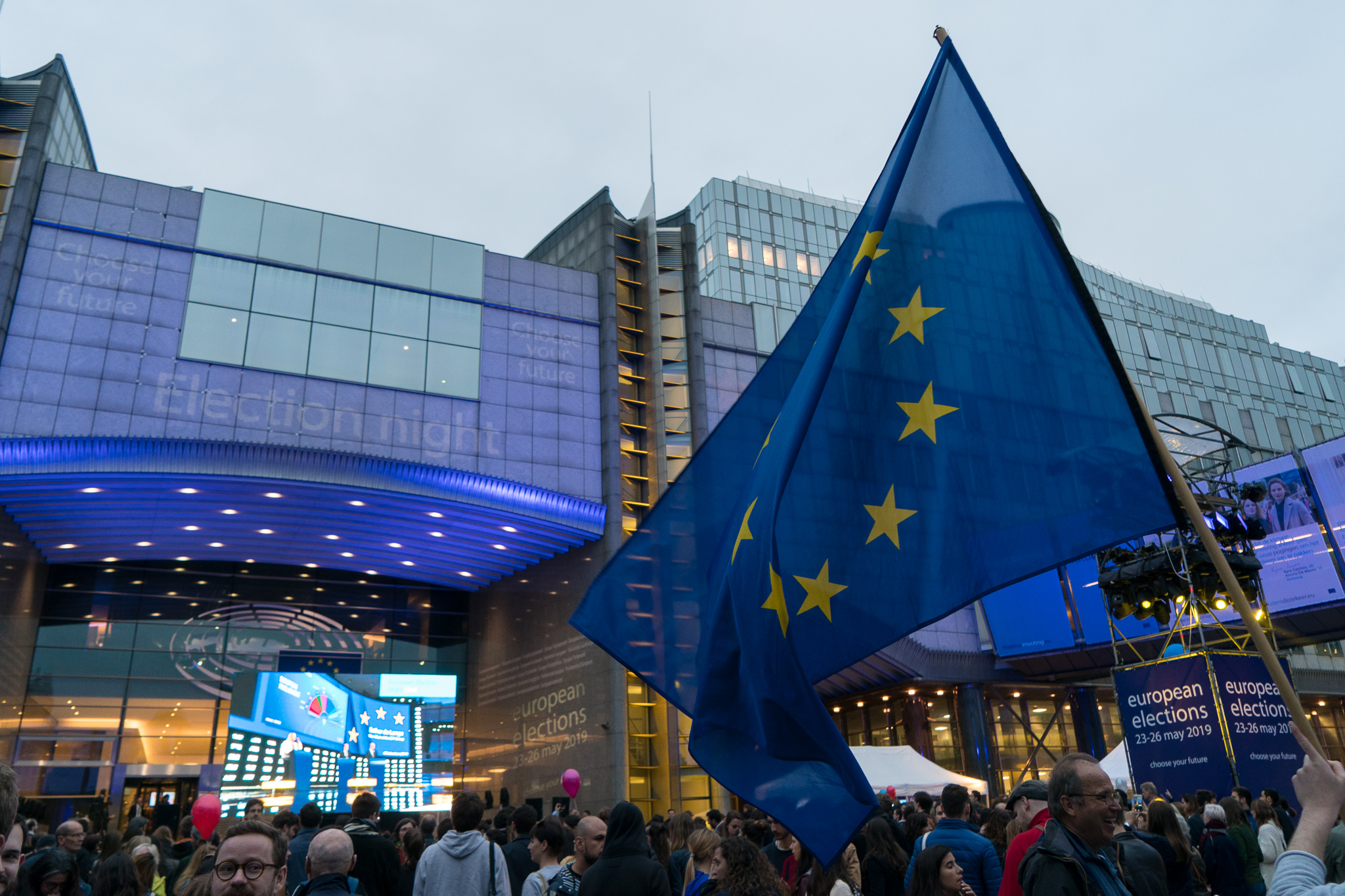
Espacio Leopoldo, sede de trabajo del Parlamento Europeo en Bruselas, durante un evento sobre las elecciones europeas de 2019

La novena legislatura del Parlamento Europeo o también llamada IX legislatura, fue un ciclo parlamentario que comenzó el 1 de julio de 2019 tras las elecciones europeas de ese año y finalizó en junio de 2024. Los diputados de los diferentes partidos políticos europeos se agruparon en grupos parlamentarios según su afinidad ideológica, eligiendo al presidente y el resto de la Mesa de la Eurocámara, y se dividieron en comisiones de trabajo. También invistieron por mayoría absoluta a la nueva presidenta de la Comisión Europea y su Colegio de Comisarios, la Comisión Von der Leyen.

### Formación de los grupos políticos
Durante el mes de junio de 2019, los diferentes diputados electos negociaron para formar los grupos políticos del Parlamento Europeo, que necesitan un mínimo de 25 eurodiputados de siete Estados miembros de la Unión Europea. De los siete grupos que acabaron la VII Legislatura del Parlamento Europeo, continuaron con el mismo nombre el Grupo del Partido Popular Europeo, que volvió a ser el grupo más importante a pesar de perder 34 escaños, el Grupo de la Alianza Progresista de Socialistas y Demócratas, con una pérdida de 33 escaños, el Grupo de Los Verdes/Alianza Libre Europea que logró la cuarta plaza y sumó 23 escaños, el Grupo de los Conservadores y Reformistas Europeos que pasó de la tercera a la sexta plaza bajando 15 escaños, y el Grupo Confederal de la Izquierda Unitaria Europea / Izquierda Verde Nórdica que perdió 11 escaños y fue el grupo más pequeño de todo el hemiciclo.
Por su parte, el Grupo de la Alianza de los Liberales y Demócratas por Europa liderado por el Partido de la Alianza de los Liberales y Demócratas por Europa decidió cambiar de nombre tras la entrada del partido francés La República en Marcha de Emmanuel Macron. El nuevo grupo, llamado Renovar Europa se formó con 108 eurodiputados, 39 más de los que tenía ALDE al finalizar la anterior legislatura.
Entre los partidos populistas y de extrema derecha, el grupo Europa de las Naciones y de las Libertades anunció el 12 de junio de 2019 que cambiaría de nombre para formar Identidad y Democracia, con la presencia de la Liga Norte de Italia, la Agrupación Nacional de Francia y Alternativa para Alemania entre otros. Este grupo logró el apoyo de varios partidos que hasta el momento formaban parte del grupo Europa de la Libertad y la Democracia Directa, creado la legislatura anterior por un acuerdo entre el Partido de la Independencia del Reino Unido (de los cuales muchos diputados se pasaron al final de la legislatura al Partido del Brexit) y el italiano Movimiento 5 Estrellas, dejando a ambos partidos sin grupo propio y como no inscritos.
| Grupo político | Grupo político                                                                             | Partido(s) político(s) | Posición                                  | Ideología                                                                                 | Escaños |
| -------------- | ------------------------------------------------------------------------------------------ | --- | ----------------------------------------- | ----------------------------------------------------------------------------------------- | ------- |
|                | Grupo del Partido Popular Europeo (EPP)                                                    | Partido Popular Europeo: 173 Movimiento Político Cristiano Europeo: 2 Sin partido europeo: 7                                                                                      | Centroderecha                             | Conservadurismo liberal Democracia cristiana Europeísmo                                   | 182/751 |
|                | Grupo de la Alianza Progresista de Socialistas y Demócratas en el Parlamento Europeo (S&D) | Partido de los Socialistas Europeos: 147 Partido Demócrata Europeo: 2 Sin partido europeo: 5                                                                                      | Centroizquierda                           | Socialdemocracia Socialismo democrático Progresismo Europeísmo                            | 154/751 |
|                | Grupo Renovar Europa (RE)                                                                  | Liberales y Demócratas por Europa: 76 Partido Demócrata Europeo: 9 Sin partido europeo: 23                                                                                        | Centro                                    | Liberalismo Socioliberalismo Progresismo Europeísmo                                       | 108/751 |
|                | Grupo de Los Verdes / Alianza Libre Europea (Greens/EFA)                                   | Partido Verde Europeo: 55 Alianza Libre Europea: 7 Partido Pirata Europeo: 4 Alianza de la Izquierda Verde Nórdica: 1 Animal Politics EU: 1 Volt Europa: 1 Sin partido europeo: 5 | Centroizquierda Izquierda Transversalismo | Ecología política Regionalismo Independentismo Europeísmo                                 | 74/751  |
|                | Grupo Identidad y Democracia (ID)                                                          | Partido Identidad y Democracia: 60 Sin partido europeo: 13 | Extrema derecha                           | Populismo de derecha Conservadurismo nacionalista Antiinmigración Euroescepticismo fuerte | 73/751  |
|                | Grupo de los Conservadores y Reformistas Europeos (ECR)                                    | Conservadores y Reformistas Europeos: 47 Alianza Libre Europea: 3 Movimiento Político Cristiano Europeo: 2 Sin partido europeo: 10                                                | Derecha                                   | Conservadurismo nacionalista Neoliberalismo Populismo de derecha Euroescepticismo suave   | 62/751  |
|                | Grupo Confederal de la Izquierda Unitaria Europea / Izquierda Verde Nórdica (GUE/NGL)      | Partido de la Izquierda Europea: 21 Ahora la Gente: 9 Alianza de la Izquierda Verde Nórdica: 3 Animal Politics EU: 2 Sin partido europeo: 6                                       | Izquierda                                 | Socialismo democrático Marxismo Anticapitalismo Euroescepticismo suave                    | 41/751  |
|                | No inscritos (NI)                                                                          | Alianza Libre Europea: 1 Alianza por la Paz y la Libertad: 1 Sin partido europeo: 55                                                                                              | -                                         | -                                                                                         | 57/751  |

| Estado          | Grupos políticos del Parlamento Europeo | Grupos políticos del Parlamento Europeo | Grupos políticos del Parlamento Europeo | Grupos políticos del Parlamento Europeo | Grupos políticos del Parlamento Europeo | Grupos políticos del Parlamento Europeo | Grupos políticos del Parlamento Europeo | Grupos políticos del Parlamento Europeo            | Grupos políticos del Parlamento Europeo | Grupos políticos del Parlamento Europeo | Grupos políticos del Parlamento Europeo | Grupos políticos del Parlamento Europeo | Grupos políticos del Parlamento Europeo | Grupos políticos del Parlamento Europeo | Grupos políticos del Parlamento Europeo | Grupos políticos del Parlamento Europeo | MEP's | MEP's |    |    |  |
| Estado          | EPP                                     | EPP                                     | S&D                                     | S&D                                     | RE                                      | RE                                      | G-EFA                                   | G-EFA                                              | ID                                      | ID                                      | ECR                                     | ECR                                     | GUE/NGL                                 | GUE/NGL                                 | NI                                      | NI                                      | MEP's | MEP's |    |    |  |
| --------------- | --------------------------------------- | --------------------------------------- | --------------------------------------- | --------------------------------------- | --------------------------------------- | --------------------------------------- | --------------------------------------- | -------------------------------------------------- | --------------------------------------- | --------------------------------------- | --------------------------------------- | --------------------------------------- | --------------------------------------- | --------------------------------------- | --------------------------------------- | --------------------------------------- | ----- | ----- | -- | -- |  |
| Estado          | Alemania                                | 23 (CDU) 6 (CSU)                        | -5                                      | 16 (SPD)                                | -11                                     | 5 (FDP) 2 (FW)                          | +3                                      | 21 (Grüne) 1 (Piraten) 1 (ÖDP) 1 (PARTEI) 1 (Volt) | +21                                     | 11 (AfD)                                | +10                                     | 1 (Familie)                             | -5                                      | 5 (Linke) 1 (Tierschutz)                | -2                                      | 1 (PARTEI)                              | MEP's | MEP's | -1 | 96 |  |
| Francia         | 8 (LR-LC)                               | -12                                     | 3 (PS) 1 (PP) 1 (ND)                    | -7                                      | 15 (LREM) 5 (MoDem) 1 (MR)              | +14                                     | 11 (EE-LV) 1 (PNC)                      | +6                                                 | 22 (RN)                                 | +7                                      |                                         |                                         | 6 (FI)                                  | +1                                      |                                         | -3                                      | 74    |       |    |    |  |
| Reino Unido     |                                         | -2                                      | 10 (Lab)                                | -10                                     | 16 (LibDem) 1 (APNI)                    | +16                                     | 7 (Green) 3 (SNP) 1 (PC)                | +5                                                 |                                         | -3                                      | 4 (Conserv.)                            | -15                                     | 1 (SF)                                  |                                         | 29 (Brexit) 1 (DUP)                     | +27                                     | 73    |       |    |    |  |
| Italia          | 6 (FI) 1 (SVP)                          | -5                                      | 19 (PD)                                 | -12                                     |                                         | -1                                      |                                         | -1                                                 | 28 (Lega)                               | +22                                     | 5 (FdI)                                 |                                         |                                         | -3                                      | 14 (M5S)                                | +14                                     | 73    |       |    |    |  |
| España          | 12 (PP)                                 | -5                                      | 20 (PSOE)                               | +6                                      | 7 (Cs) 1 (PNV)                          |                                         | 1 (ERC) 1 (CatComú)                     | -2                                                 |                                         |                                         | 3 (Vox)                                 | +3                                      | 3 (Podemos) 2 (IU) 1 (EH Bildu)         | -3                                      | 2 (Junts) 1 (ERC)                       | +2                                      | 54    |       |    |    |  |
| Polonia         | 14 (PO) 3 (PSL)                         | -5                                      | 5 (SLD) 3 (Wiosna)                      | +3                                      |                                         |                                         |                                         |                                                    |                                         | -2                                      | 26 (PiS)                                | +7                                      |                                         |                                         |                                         | -2                                      | 51    |       |    |    |  |
| Rumania         | 10 (PNL) 2 (PMP) 2 (RMDSZ/UDMR)         | +1                                      | 8 (PSD) 2 (PRO)                         | -3                                      | 8 (USR-PLUS)                            | +5                                      |                                         |                                                    |                                         |                                         |                                         | -2                                      |                                         |                                         |                                         | -2                                      | 32    |       |    |    |  |
| Países Bajos    | 4 (CDA) 1 (CU) 1 (50+)                  | +1                                      | 6 (PvdA)                                | +3                                      | 4 (VVD) 2 (D66)                         | -1                                      | 3 (GL)                                  | +1                                                 |                                         | -4                                      | 3 (FVD) 1 (SGP)                         | +2                                      | 1 (PvdD)                                | -2                                      |                                         |                                         | 26    |       |    |    |  |
| Bélgica         | 2 (CDenV) 1 (CDH) 1 (CSP)               |                                         | 2 (PS) 1 (SP.A)                         | -1                                      | 2 (VLD) 2 (MR)                          | -2                                      | 2 (Ecolo) 1 (Groen!)                    | +1                                                 | 3 (VB)                                  | +2                                      | 3 (NV-A)                                | -1                                      | 1 (PvdA)                                | +1                                      |                                         |                                         | 21    |       |    |    |  |
| República Checa | 2 (TOP 09) 2 (KDU-CSL) 1 (STAN)         | -2                                      |                                         | -4                                      | 6 (ANO)                                 | +2                                      | 3 (Pirati)                              | +3                                                 | 2 (Svobodní)                            | +2                                      | 4 (ODS)                                 | +2                                      | 1 (KSČM)                                | -2                                      |                                         |                                         | 21    |       |    |    |  |
| Grecia          | 8 (ND)                                  | +3                                      | 2 (KINAL)                               | -2                                      |                                         |                                         |                                         |                                                    |                                         |                                         | 1 (Elliniki Lisi)                       |                                         | 6 (SYRIZA)                              |                                         | 2 (XA) 2 (KKE)                          | -1                                      | 21    |       |    |    |  |
| Hungría         | 12 (FIDESZ) 1 (KDNP)                    | +1                                      | 4 (DK) 1 (MSZP)                         | +2                                      | 2 (Momentum)                            | +2                                      |                                         | -2                                                 |                                         |                                         |                                         |                                         |                                         |                                         | 1 (Jobbik)                              | -2                                      | 21    |       |    |    |  |
| Portugal        | 6 (PSD) 1 (CDS-PP)                      | -1                                      | 9 (PS)                                  | +1                                      |                                         | -1                                      | 1 (PAN)                                 | +1                                                 |                                         |                                         |                                         |                                         | 2 (PCP) 2 (BE)                          |                                         |                                         |                                         | 21    |       |    |    |  |
| Suecia          | 4 (MOD) 2 (KD)                          | +2                                      | 5 (SAP)                                 | -1                                      | 2 (CP) 1 (FP)                           |                                         | 2 (MP)                                  | -2                                                 |                                         |                                         | 3 (SD)                                  | +1                                      | 1 (V)                                   |                                         |                                         |                                         | 20    |       |    |    |  |
| Austria         | 7 (ÖVP)                                 | +2                                      | 5 (SPÖ)                                 |                                         | 1 (NEOS)                                |                                         | 2 (Grünen)                              | -1                                                 | 3 (FPÖ)                                 | -1                                      |                                         |                                         |                                         |                                         |                                         |                                         | 18    |       |    |    |  |
| Bulgaria        | 6 (GERB) 1 (BD)                         |                                         | 5 (BSP)                                 | +1                                      | 3 (DPS)                                 | -1                                      |                                         |                                                    |                                         |                                         | 2 (VMRO)                                |                                         |                                         |                                         |                                         |                                         | 17    |       |    |    |  |
| Finlandia       | 3 (KOK)                                 |                                         | 2 (SDP)                                 |                                         | 2 (KESK) 1 (SFP/RKP)                    | -1                                      | 2 (Vihr)                                | +1                                                 | 2 (PS)                                  | +2                                      |                                         | -2                                      | 1 (VAS)                                 |                                         |                                         |                                         | 13    |       |    |    |  |
| Dinamarca       | 1 (C)                                   |                                         | 3 (SD)                                  |                                         | 3 (V) 2 (RV)                            | +2                                      | 2 (SF)                                  | +1                                                 | 1 (DF)                                  | +1                                      |                                         | -2                                      | 1 (Ø)                                   |                                         |                                         | -1                                      | 13    |       |    |    |  |
| Eslovaquia      | 2 (SPOLU) 1 (KDH) 1 (OL'aNO)            | -2                                      | 3 (SMER)                                | -1                                      | 2 (PS)                                  | +2                                      |                                         |                                                    |                                         |                                         | 2 (SaS)                                 | -1                                      |                                         |                                         | 2 (L'SNS)                               | +2                                      | 13    |       |    |    |  |
| Croacia         | 4 (HDZ)                                 | -1                                      | 3 (SDP)                                 | +1                                      | 1 (IDS)                                 | -1                                      |                                         | -1                                                 |                                         |                                         | 1 (HKS)                                 |                                         |                                         |                                         | 1 (ZZ) 1 (M.Kolakušić)                  | +2                                      | 11    |       |    |    |  |
| Irlanda         | 4 (FG)                                  | -1                                      |                                         | -1                                      | 1 (FF)                                  |                                         | 2 (Green)                               | +2                                                 |                                         |                                         |                                         | -1                                      | 1 (SF) 2 (IC) 1 (Ming)                  |                                         |                                         |                                         | 11    |       |    |    |  |
| Lituania        | 3 (TS-LKD) 1 (A.Maldeikienė)            | +1                                      | 2 (LSDP)                                |                                         | 1 (LRLS) 1 (DP)                         | -1                                      | 2 (LVŽS)                                | +1                                                 |                                         | -1                                      | 1 (LLRA–KŠS)                            |                                         |                                         |                                         |                                         |                                         | 11    |       |    |    |  |
| Letonia         | 2 (VIENOTIBA)                           | -2                                      | 2 (SDP)                                 | +1                                      | 1 (AP!)                                 |                                         | 1 (LKS)                                 |                                                    |                                         |                                         | 2 (TB/LNNK)                             | +1                                      |                                         |                                         |                                         |                                         | 8     |       |    |    |  |
| Eslovenia       | 3 (SDS-SLS) 1 (NSi)                     | -1                                      | 2 (SD)                                  | +1                                      | 2 (LMŠ)                                 | +1                                      |                                         | -1                                                 |                                         |                                         |                                         |                                         |                                         |                                         |                                         |                                         | 8     |       |    |    |  |
| Chipre          | 2 (DISY)                                | +1                                      | 1 (EDEK) 1 (DIKO)                       |                                         |                                         |                                         |                                         |                                                    |                                         |                                         |                                         | -1                                      | 2 (AKEL)                                |                                         |                                         |                                         | 6     |       |    |    |  |
| Estonia         |                                         | -1                                      | 2 (SDE)                                 | +1                                      | 2 (REF) 1 (KE)                          |                                         |                                         | -1                                                 | 1 (EKRE)                                | +1                                      |                                         |                                         |                                         |                                         |                                         |                                         | 6     |       |    |    |  |
| Luxemburgo      | 2 (CSV)                                 | -1                                      | 1 (LSAP)                                |                                         | 2 (DP)                                  | +1                                      | 1 (Gréng)                               |                                                    |                                         |                                         |                                         |                                         |                                         |                                         |                                         |                                         | 6     |       |    |    |  |
| Malta           | 2 (PN)                                  | -1                                      | 4 (PL)                                  | +1                                      |                                         |                                         |                                         |                                                    |                                         |                                         |                                         |                                         |                                         |                                         |                                         |                                         | 6     |       |    |    |  |
| Total           |                                         |                                         |                                         |                                         |                                         |                                         |                                         |                                                    |                                         |                                         |                                         |                                         |                                         |                                         |                                         |                                         | MEPs  | MEPs  |    |    |  |
| Total           | EPP                                     | EPP                                     | S&D                                     | S&D                                     | RE                                      | RE                                      | G-EFA                                   | G-EFA                                              | ID                                      | ID                                      | ECR                                     | ECR                                     | GUE/NGL                                 | GUE/NGL                                 | NI                                      | NI                                      | MEPs  | MEPs  |    |    |  |
| Total           | 182                                     | 34                                      | 154                                     | 33                                      | 108                                     | 39                                      | 74                                      | 23                                                 | 73                                      | 17                                      | 62                                      | 15                                      | 41                                      | 11                                      | 57                                      | 36                                      | 751   | =     |    |    |  |

Nota: Los datos comparativos son en relación a la organización de los grupos al inicio del noveno mandato del Parlamento Europeo.

### Mesa del Parlamento
Tras la constitución del nuevo Parlamento Europeo, el 2 de julio de 2019, los grupos políticos eligieron a sus representantes en la Mesa del Parlamento Europeo, incluyendo al presidente, 14 vicepresidentes y 5 cuestores.

#### Presidente
Para la presidencia del Parlamento, el Grupo de la Alianza Progresista de Socialistas y Demócratas presentó al italiano David Sassoli, que fue elegido en segunda votación con el apoyo de su grupo, y de parte del Grupo del Partido Popular Europeo y de Renovar Europa, que no votaron en bloque a pesar del acuerdo de reparto de cargos. Además compitieron el checo Jan Zahradil por el Grupo de los Conservadores y Reformistas Europeos, la alemana Ska Keller, que también fue candidata a presidir la Comisión Europea, por el Grupo de Los Verdes / Alianza Libre Europea y la española Sira Rego por el Grupo Confederal de la Izquierda Unitaria Europea / Izquierda Verde Nórdica.
| Votación para la presidencia del Parlamento Europeo Votos emitidos en primera votación: 662 \| Votos blancos o nulos: 73 \| Mayoría absoluta: 332 Votos emitidos en segunda votación: 667 \| Votos blancos o nulos: 37 \| Mayoría absoluta: 334 |                          |                             |                                  |                            |
| |                          |                             |                                  |                            |
| Candidato |                          |                             |                                  |                            |
| David Sassoli | Jan Zahradil             | Ska Keller                  | Sira Rego                        |                            |
| Estado | Italia                   | República Checa             | Alemania                         | España                     |
| Partido político | Partido Democrático      | Partido Democrático Cívico  | Alianza 90/Los Verdes            | Izquierda Unida            |
| Grupo político | Socialistas y Demócratas | Conservadores y Reformistas | Los Verdes/Alianza Libre Europea | Izquierda Unitaria Europea |
| 1.ª votación | 325                      | 162                         | 133                              | 42                         |
| 2.ª votación | 345                      | 160                         | 119                              | 43                         |

#### Vicepresidentes
En las 14 vicepresidencias, cinco pertenecen al Grupo del Partido Popular Europeo, tres a Grupo de la Alianza Progresista de Socialistas y Demócratas, dos para el Grupo Renovar Europa y para el Grupo de Los Verdes / Alianza Libre Europea, y uno para el Grupo Confederal de la Izquierda Unitaria Europea / Izquierda Verde Nórdica y para el partido Movimiento 5 Estrellas, en el grupo de los No inscritos.
| Votación para las vicepresidencias del Parlamento Europeo |                        |                 |                                     |                                                    |       |
| Primera vuelta                                            |                        |                 |                                     |                                                    |       |
| Nombre                                                    | Nombre                 | Estado          | Partido político                    | Grupo político                                     | Votos |
|                                                           | Mairead McGuinness     | Irlanda         | Fine Gael                           | Partido Popular Europeo                            | 618   |
|                                                           | Pedro Silva            | Portugal        | Partido Socialista                  | Socialistas y Demócratas                           | 556   |
|                                                           | Rainer Wieland         | Alemania        | Unión Demócrata Cristiana           | Partido Popular Europeo                            | 516   |
|                                                           | Katarina Barley        | Alemania        | Partido Socialdemócrata de Alemania | Socialistas y Demócratas                           | 516   |
|                                                           | Othmar Karas           | Austria         | Partido Popular Austríaco           | Partido Popular Europeo                            | 477   |
|                                                           | Ewa Bożena Kopacz      | Polonia         | Plataforma Cívica                   | Partido Popular Europeo                            | 461   |
|                                                           | Klara Dobrev           | Hungría         | Coalición Democrática               | Socialistas y Demócratas                           | 402   |
|                                                           | Dita Charanzová        | República Checa | ANO 2011                            | Renovar Europa                                     | 395   |
|                                                           | Nicola Beer            | Alemania        | Partido Democrático Libre           | Renovar Europa                                     | 363   |
|                                                           | Lívia Járóka           | Hungría         | Fidesz-Unión Cívica Húngara         | Partido Popular Europeo                            | 349   |
|                                                           | Heidi Hautala          | Finlandia       | Liga Verde                          | Los Verdes/Alianza Libre Europea                   | 336   |
| Segunda vuelta                                            |                        |                 |                                     |                                                    |       |
| Nombre                                                    | Nombre                 | Estado          | Partido político                    | Grupo político                                     | Votos |
|                                                           | Marcel Kolaja          | República Checa | Partido Pirata                      | Los Verdes/Alianza Libre Europea                   | 426   |
|                                                           | Dimitrios Papadimoulis | Grecia          | Coalición de la Izquierda Radical   | Izquierda Unitaria Europea/Izquierda Verde Nórdica | 401   |
| Tercera vuelta                                            |                        |                 |                                     |                                                    |       |
| Nombre                                                    | Nombre                 | Estado          | Partido político                    | Grupo político                                     | Votos |
|                                                           | Fabio Massimo Castaldo | Italia          | Movimiento 5 Estrellas              | No inscritos                                       | 248   |

#### Cuestores
Los cuestores son los encargados de las cuestiones administrativas y financieras que afectan directamente a los eurodiputados y garantizan que éstos dispongan de las infraestructuras necesarias para llevar a cabo su trabajo. Son miembros de la Mesa del Parlamento Europeo, pero no tienen derecho a voto.
| Votación para los cuestores del Parlamento Europeo |                   |            |                            |                          |       |
| Primera vuelta                                     |                   |            |                            |                          |       |
| Nombre                                             | Nombre            | Estado     | Partido político           | Grupo político           | Votos |
|                                                    | Anne Sander       | Francia    | Los Republicanos           | Partido Popular Europeo  | 452   |
|                                                    | Monika Benova     | Eslovaquia | Dirección-Socialdemocracia | Socialistas y Demócratas | 391   |
|                                                    | David Casa        | Malta      | Partido Nacionalista       | Partido Popular Europeo  | 391   |
|                                                    | Gilles Boyer      | Francia    | La República en Marcha     | Renovar Europa           | 317   |
|                                                    | Karol Adam Karski | Polonia    | Ley y Justicia             | Partido Popular Europeo  | 261   |

### Comisiones parlamentarias
Una vez constituido el Parlamento Europeo, los eurodiputados se dividen en veinte comisiones, y dos subcomisiones, para trabajar, de manera individualizada, temáticas concretas, que incluyen asuntos como desarrollo, comercio internacional, pesca, cultura y educación o derechos de la mujer.
| Comisión del Parlamento                               | Presidente | Presidente                  | Estado      | Partido político                    | Grupo político              |
| ----------------------------------------------------- | ---------- | --------------------------- | ----------- | ----------------------------------- | --------------------------- |
| Asuntos exteriores                                    |            | David McAllister            | Alemania    | Unión Demócrata Cristiana           | Partido Popular Europeo     |
| - Derechos Humanos                                    |            | Maria Arena                 | Bélgica     | Partido Socialista                  | Socialistas y Demócratas    |
| - Seguridad y defensa                                 |            | Nathalie Loiseau            | Francia     | La República en Marcha              | Renovar Europa              |
| Desarrollo                                            |            | Tomas Tobé                  | Suecia      | Partido Moderado                    | Partido Popular Europeo     |
| Comercio internacional                                |            | Bernd Lange                 | Alemania    | Partido Socialdemócrata de Alemania | Socialistas y Demócratas    |
| Presupuestos                                          |            | Johan Van Overtveldt        | Bélgica     | Nueva Alianza Flamenca              | Conservadores y Reformistas |
| Control presupuestario                                |            | Monika Hohlmeier            | Alemania    | Unión Demócrata Cristiana           | Partido Popular Europeo     |
| Asuntos económicos y monetarios                       |            | Roberto Gualtieri           | Italia      | Partido Democrático                 | Socialistas y Demócratas    |
| Empleo y asuntos sociales                             |            | Lucia Ďuriš Nicholsonová    | Eslovaquia  | Libertad y Solidaridad              | Conservadores y Reformistas |
| Medio ambiente, salud pública y seguridad alimentaria |            | Pascal Canfin               | Francia     | La República en Marcha              | Renovar Europa              |
| Industria, investigación y energía                    |            | Adina-Ioana Vălean          | Rumania     | Partido Nacional Liberal            | Partido Popular Europeo     |
| Mercado interior y protección del consumidor          |            | Petra De Sutter             | Bélgica     | Groen                               | Los Verdes / Alianza Libre  |
| Transportes y turismo                                 |            | Karima Delli                | Francia     | Europa Ecología Los Verdes          | Los Verdes / Alianza Libre  |
| Desarrollo regional                                   |            | Younous Omarjee             | Francia     | Francia Insumisa                    | Izquierda Unitaria          |
| Agricultura y desarrollo rural                        |            | Norbert Lins                | Alemania    | Unión Demócrata Cristiana           | Partido Popular Europeo     |
| Pesca                                                 |            | Chris Davies                | Reino Unido | Liberal Demócratas                  | Renovar Europa              |
| Cultura y educación                                   |            | Sabine Verheyen             | Alemania    | Unión Demócrata Cristiana           | Partido Popular Europeo     |
| Asuntos jurídicos                                     |            | Lucy Nethsingha             | Reino Unido | Liberal Demócratas                  | Renovar Europa              |
| Libertades civiles, justicia y asuntos de interior    |            | Juan Fernando López Aguilar | España      | Partido Socialista Obrero Español   | Socialistas y Demócratas    |
| Asuntos constitucionales                              |            | Antonio Tajani              | Italia      | Forza Italia                        | Partido Popular Europeo     |
| Derechos de la mujer e igualdad de género             |            | Evelyn Regner               | Austria     | Partido Socialdemócrata de Austria  | Socialistas y Demócratas    |
| Peticiones                                            |            | Dolors Montserrat           | España      | Partido Popular                     | Partido Popular Europeo     |

## Nueva Comisión Europea

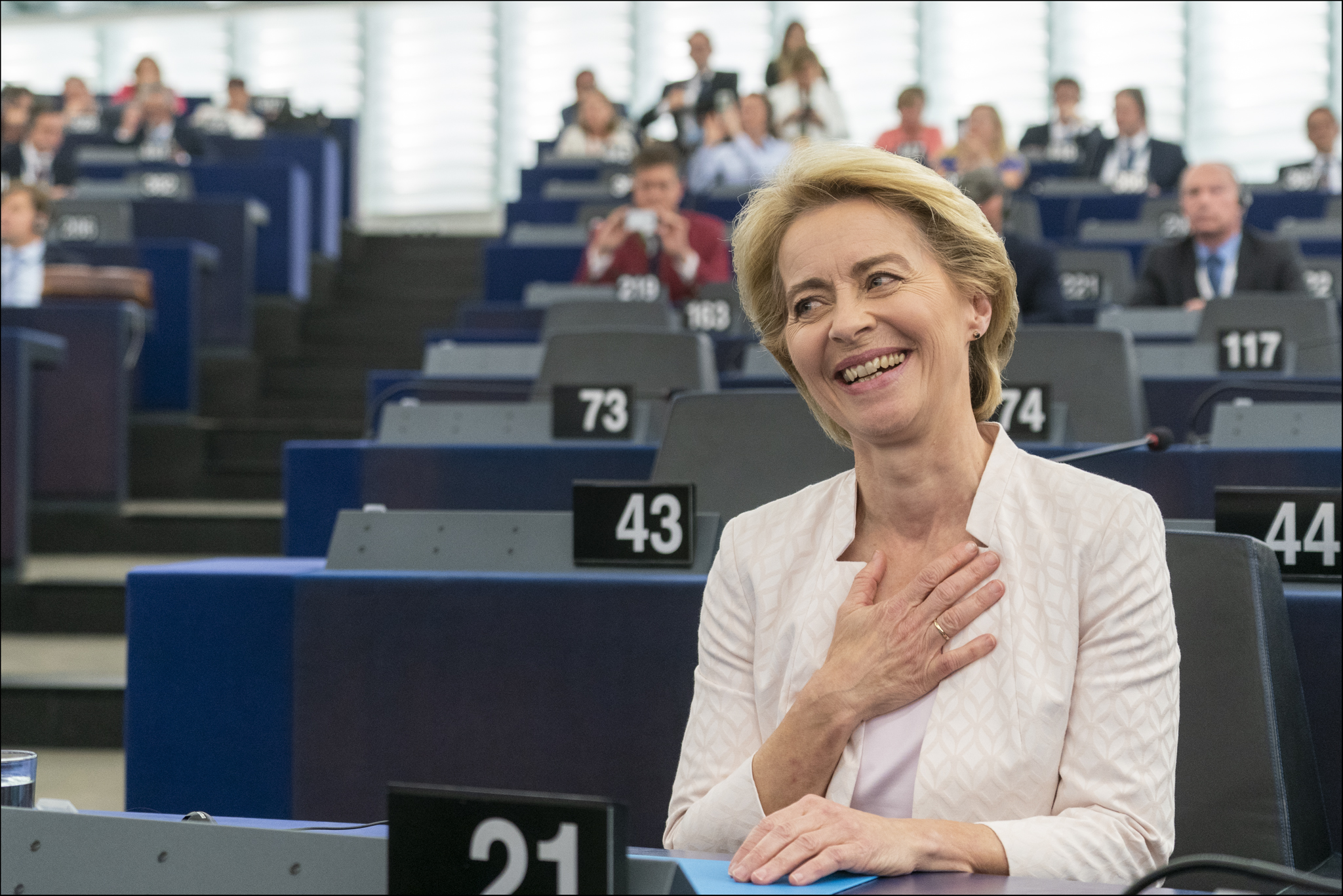
Ursula von der Leyen después de ser elegida como presidenta de la Comisión Europea por el Parlamento Europeo.

Tras la entrada en vigor del Tratado de Lisboa, el Parlamento Europeo se convierte en pieza fundamental para la elección de la nueva Comisión Europea. El Presidente de la Comisión es propuesto por la mayoría cualificada del Consejo Europeo, sobre la base de los resultados electorales y tras consultar al presidente de la eurocámara, y debe ser ratificado por la mayoría absoluta de los Diputados al Parlamento Europeo reunidos en sesión plenaria.
Tras esta elección, el Consejo Europeo nombró, de acuerdo con el presidente electo de la Comisión y con mayoría cualificada, al alto representante, que es automáticamente un Vicepresidente de la Comisión, y en cuyo seno se encarga de la llevanza de las relaciones internacionales y coordina, bajo la supervisión y la autoridad del Presidente, la acción exterior de la Unión Europea.
Una vez elegidos ambos cargos, los gobiernos de los Estados miembro de la Unión Europea se reunieron con el Presidente de la Comisión Europea para coordinar una adecuada composición de la Comisión Europea. Tras ello, el Consejo Europeo y el presidente, presentaron una lista de candidatos que debió comparecer ante las comisiones del Parlamento Europeo para que estas eleven un informe de los mismos. Posteriormente, el pleno del Parlamento votó la lista completa, con los cambios exigidos por el propio Parlamento, con mayoría simple y la Comisión por mayoría cualificada.

### Elección del Presidente de la Comisión
El 2 de julio de 2019, el Consejo Europeo debatió sobre la presidencia de la presidencia de la Comisión Europea. Si bien desde 2014 ha existido la fórmula del Spitzenkandidaten (candidatos designados antes de las elecciones), algunos países renegaron de este modelo para escoger al popular Manfred Weber o al socialista Frans Timmermans como presidente. Después de un Consejo Europeo que se alargó durante 3 días, los 27 países de la Unión Europea (con la excepción de Reino Unido, en proceso de salida de la unión en ese momento) decidieron nominar a Ursula von der Leyen como Presidente de la Comisión Europea, con la única abstención de Alemania, por falta de acuerdo entre la Unión Demócrata Cristiana de Angela Merkel y sus socios de gobierno del Partido Socialdemócrata. Von der Leyen se enfrentó en los siguientes días a muchos críticos, especialmente por parte de los eurodiputados, ya que su nominación ignoró el resultado de las Elecciones y el Spitzenkandidaten a la hora de determinar el candidato.
| Votación de designación de Ursula von der Leyen (EPP) como candidata Necesaria mayoría cualificada | |       |
| Posición                                                                                           | Estados | Votos |
| Sí                                                                                                 | Austria, Bélgica, Bulgaria, Chipre, Croacia, Dinamarca, Eslovaquia, Eslovenia, España, Estonia, Finlandia, Francia, Grecia, Hungría, Irlanda, Italia, Letonia, Lituania, Luxemburgo, Malta, Países Bajos, Polonia, Portugal, República Checa, Rumanía, Suecia. | 26    |
| No                                                                                                 | | 0     |
| Abstención                                                                                         | Alemania. | 1     |

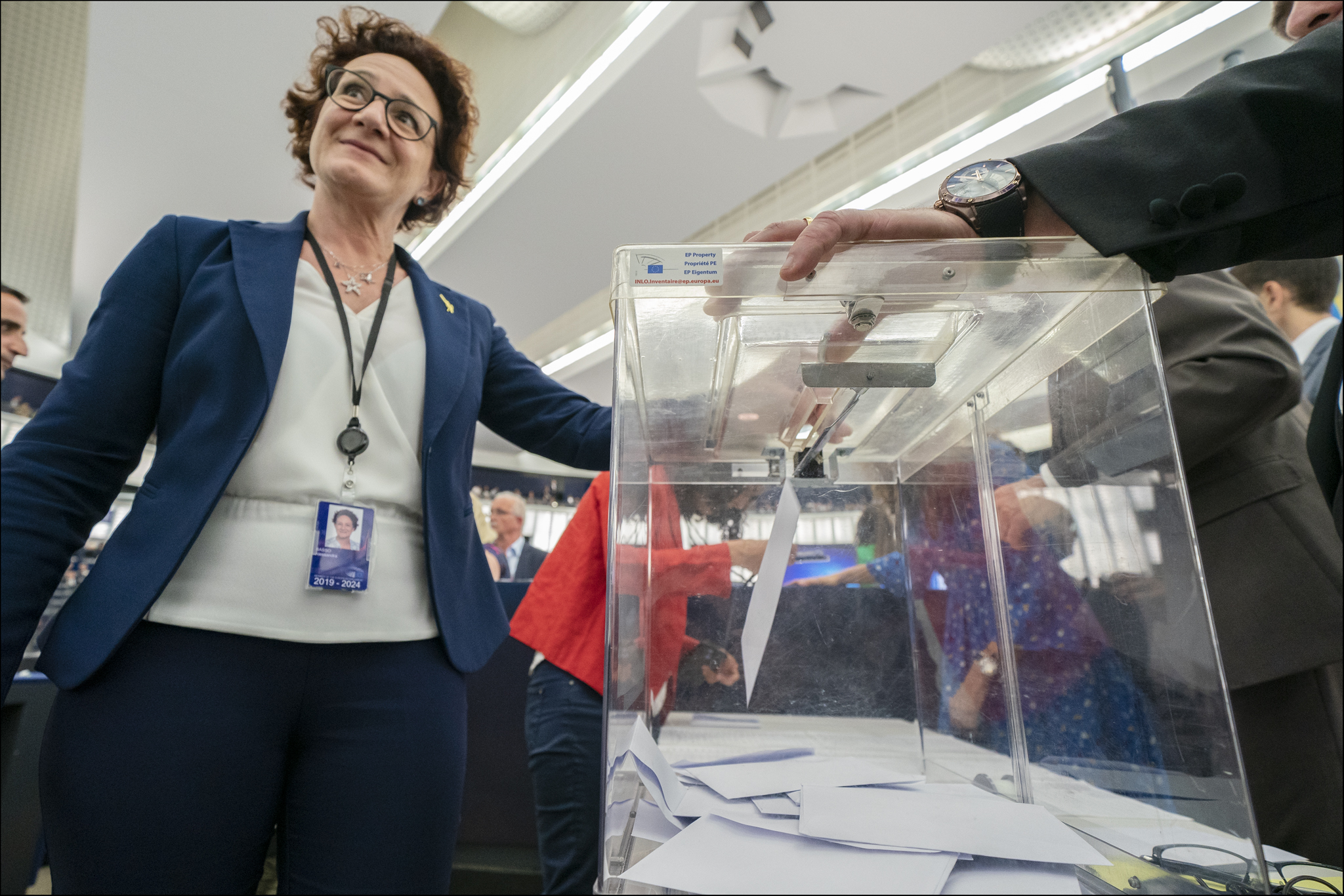
Los eurodiputados ejercen el voto a favor o en contra de la investidura de Ursula von der Leyen.

Tras este acuerdo del Consejo, el Parlamento Europeo, el 16 de julio de 2019, el Parlamento Europeo celebró el debate de investidura de Ursula von der Leyen. La intervención de la candidata intentó contentar a los grupos socialista y liberal para poder sumar los votos suficientes. Al Grupo de la Alianza Progresista de Socialistas y Demócratas le ofreció una apuesta por un pacto verde europeo, una Europa Social, garantía juvenil e infantil y un acuerdo de asilo para los migrantes de la frontera mediterránea, mientras que para Renovar Europa una mejora de la participación ciudadana, una unión de capitales europea y la posibilidad de listas transnacionales para las próximas elecciones europeas. Para ambos partidos, se comprometió a reforzar la figura del Spitzenkandidaten para las elecciones de 2024.
Tras este debate, la candidata obtuvo el apoyo explícito de Renovar Europa y el Partido Popular Europeo, así como del Movimiento 5 Estrellas, en los no inscritos, y el partido polaco Ley y Justicia del grupo de los conservadores. También recibió el apoyo de gran parte del grupo socialista, con el Partido Socialista Obrero Español, el Partido Democrático italiano y el Partido Socialista portugués a la cabeza.
En contra se posicionaron al completo el Grupo de Los Verdes/Alianza Libre Europea y el Grupo Confederal de la Izquierda Unitaria Europea/Izquierda Verde Nórdica, así como los partidos del Grupo Identidad y Democracia. También se posicionaron en contra algunos partidos del grupo socialista como el Partido Socialdemócrata de Alemania y el Partido Socialista francés, algunos partidos de Renovar Europa como Electores Libres de Alemania o el Venstre-Partido Liberal Danés, Hermanos de Italia del grupo conservador y el Partido del Brexit.
La votación secreta del pleno del Parlamento Europeo invistió a Ursula von der Leyen como presidenta de la Comisión Europea por la mayoría absoluta requerida, en primera votación, con 383 votos a favor (la mayoría absoluta estaba marcada en 374 votos), 327 en contra y 22 abstenciones.
| Votación de investidura de Ursula von der Leyen (EPP) Mayoría absoluta: 374/747 |                                                       |                                                       |                                                       |                                                       |                                                       |                                                       |                                                       |                                                       |       |
| Posición                                                                        | Posición previa a la votación de los Grupos políticos | Posición previa a la votación de los Grupos políticos | Posición previa a la votación de los Grupos políticos | Posición previa a la votación de los Grupos políticos | Posición previa a la votación de los Grupos políticos | Posición previa a la votación de los Grupos políticos | Posición previa a la votación de los Grupos políticos | Posición previa a la votación de los Grupos políticos | Votos |
| Posición                                                                        |                                                       |                                                       |                                                       |                                                       |                                                       |                                                       |                                                       |                                                       | Votos |
| Posición                                                                        | EPP                                                   | S&D                                                   | RE                                                    | G-EFA                                                 | ID                                                    | ECR                                                   | GUE/NGL                                               | NI                                                    | Votos |
| Sí                                                                              | EPP                                                   | PSOE PD PS SLD Wiosna S PL S Smer SDP                 | RE                                                    |                                                       |                                                       | PiS                                                   |                                                       | M5S                                                   | 383   |
| No                                                                              |                                                       | SPD PvdA PS SPÖ BSP PS SP.A SD                        | V FW D66 NEOS AP!                                     | G-EFA                                                 | ID                                                    | FdI                                                   | GUE/NGL                                               | Brexit                                                | 327   |
| Abstención                                                                      |                                                       |                                                       |                                                       |                                                       |                                                       |                                                       |                                                       |                                                       | 22    |

Nota: La votación es secreta, y por tanto no se conoce la posición exacta de cada eurodiputado. Lo indicado son las posiciones oficiales del grupo, anunciadas con anterioridad a la votación.

### Nombramiento del Alto representante para Asuntos Exteriores y Política de Seguridad

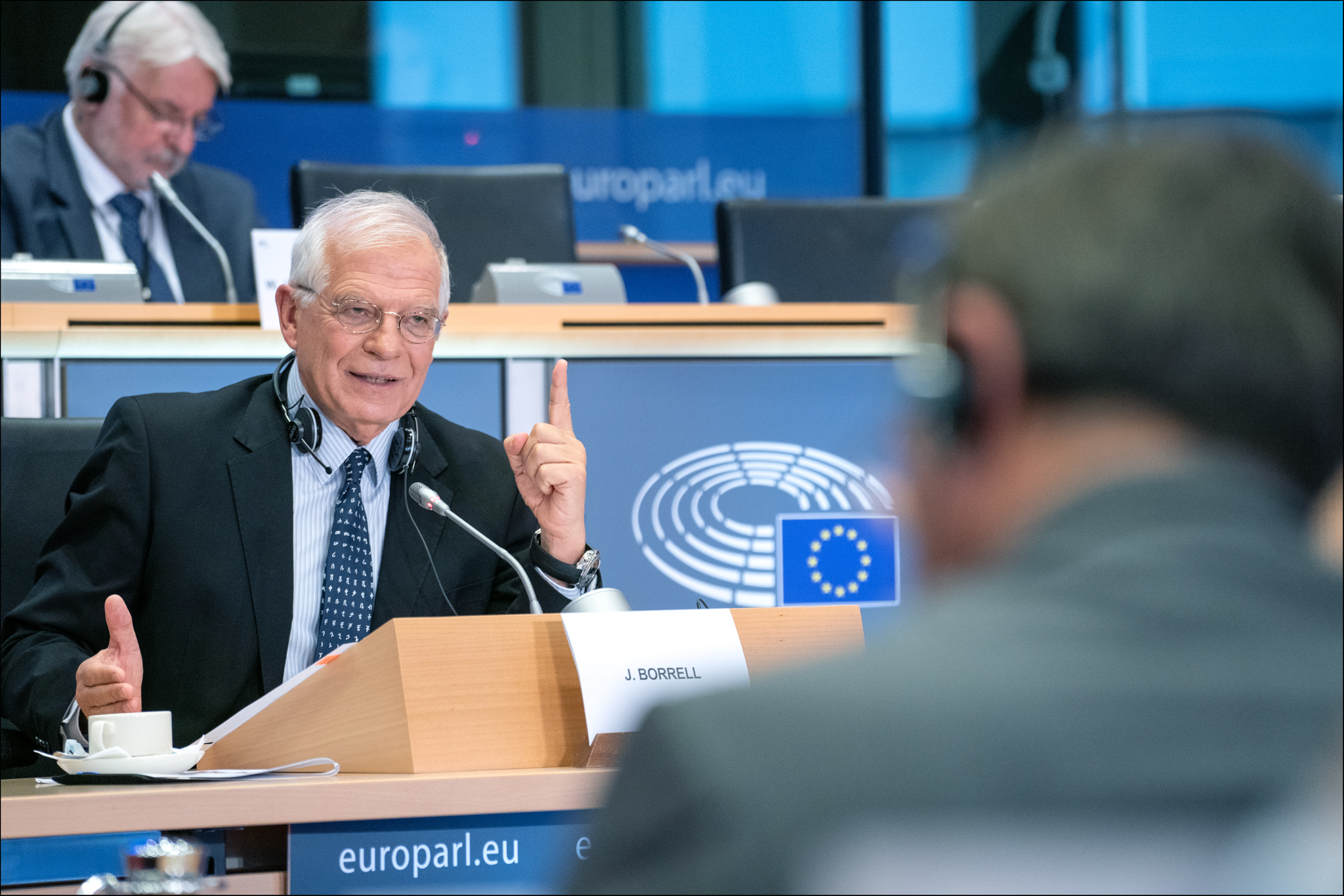
Josep Borrell en el Parlamento Europeo durante su comparecencia para solicitar el apoyo de la cámara para el puesto de Alto representante de la Unión para Asuntos Exteriores y Política de Seguridad.

El mismo día del nombramiento de Ursula von der Leyen como candidata a presidenta de la Comisión, los 27 países de la Unión Europea acordaron proponer al español Josep Borrell, hasta ese momento Ministro de Asuntos Exteriores del Gobierno de España de Pedro Sánchez, como nuevo Alto representante de la Unión para Asuntos Exteriores y Política de Seguridad en sustitución de la italiana Federica Mogherini. Tras esta propuesta, y la aceptación por parte de la Presidenta von der Leyen, una nueva cumbre europea el 5 de agosto de 2019, nombró oficialmente como candidato al político español.
En su intervención inicial se propuso reforzar la política exterior de la Unión Europea en un contexto de inestabilidad global, para evitar que la UE quede como irrelevante en el nuevo mundo, reiniciar las relaciones con Estados Unidos y mantener las sanciones a Rusia, pero oponíendose a nuevas sanciones a Venezuela o Cuba. También anunció que su primer viaje sería a Pristina, capital de Kosovo, que España no reconoce, y que no se posicionaría sobre la situación política de Cataluña como cargo europeo.
En las posteriores preguntas de los eurodiputados, Borrell tuvo que responder a la multa de la Comisión Nacional de los Mercados y la Competencia española por uso de información privilegiada en la venta de acciones de Abengoa y a unos comentarios sobre Estados Unidos, de los que dijo que "lo único que habían hecho era matar a cuatro indios". También recibió críticas del Partido Popular español por eludir la situación política de Cataluña.
Finalmente, y a pesar de las disputas previas entre populares, socistas y liberales, todos los grupos dieron su apoyo a Josep Borrell como nuevo Alto representante de la Unión para Asuntos Exteriores y Política de Seguridad, con la excepción del grupo Identidad y Democracia.

## Eurodiputados independentistas catalanes

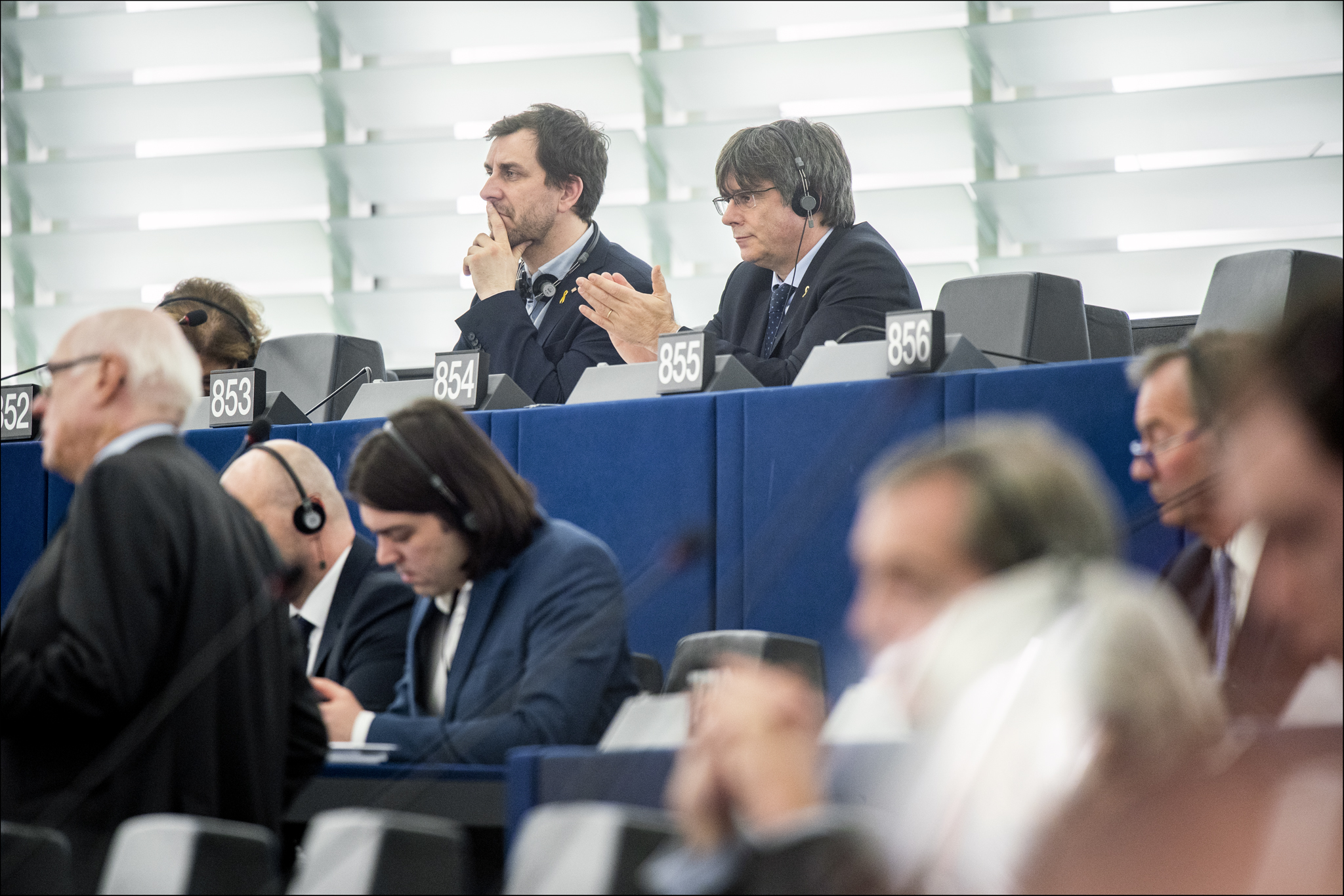
Carles Puigdemont y Toni Comín en el primer pleno del Parlamento Europeo de 2020.

Tras las elecciones europeas, en las que fueron elegidos por la circunscripción de España el expresidente de la Generalidad de Cataluña Carles Puigdemont y el exconsejero Toni Comín, por la candidatura de Lliures per Europa, y el exvicepresidente Oriol Junqueras, en ese momento en prisión preventiva a la espera de sentencia, la Junta Electoral Central dejó vacantes los tres escaños ya que Puigdemont y Comín decidieron no acudir a jurar la Constitución Española, mientras que a Junqueras el Tribunal Supremo decidió impedirle que hiciera este trámite, alegando que si hubiera tomado posesión del cargo, el Tribunal hubiera perdido el control jurisdiccional sobre la medida cautelar de prisión preventiva.
Tras esta decisión de la Junta Electoral, la defensa de Oriol Junqueras solicitó al Tribunal Supremo que realizara una cuestión prejudicial al Tribunal de Justicia de la Unión Europea, petición que fue aceptada por el mismo tribunal en julio de 2019, meses antes de la sentencia del juicio del procés. Por su parte, Carles Puigdemont y Toni Comín decidieron interponer una demanda directamente en el TJUE, que fue admitida a trámite, con una petición de medidas cautelares para poder asistir al pleno de constitución del Parlamento Europeo, que fue rechazada por el mismo tribunal alegando que no había ninguna base para atribuir de manera provisional los escaños sin haber verificado sus credenciales.
El 19 de diciembre de 2019, ya conocida la sentencia del procés en la que se condenaba a Oriol Junqueras a 13 años de prisión por delitos de sedición y malversación, el Tribunal de Justicia de la Unión Europea sentenció sobre la cuestión prejudicial solicitada por el Tribunal Supremo que Junqueras era eurodiputado desde el día de las elecciones ya que considera que el derecho de representación política es más importante que la literalidad de la ley y los trámites administrativos necesarios para adquirir el acta, si bien dejaba en manos del Tribunal Supremo la consideración de si debía ser proclamado eurodiputado, ya que existía la pena de inhabilitación anterior a esta sentencia.
Una vez conocida la sentencia, el Parlamento Europeo reconoció a Carles Puigdemont, Toni Comín y Oriol Junqueras como eurodiputados desde el día de las elecciones, pudiendo los dos primeros tomar posesión de su cargo el 13 de enero de 2020, en la primera sesión del Parlamento posterior a la sentencia del Tribunal de Justicia de la Unión Europea. Sin embargo, antes del pleno, el Tribunal Supremo decidió aplicar la inhabilitación de Junqueras y consideró que no debía de pedir un suplicatorio, decisión que fue aceptada por el Parlamento Europeo, que consideró que el político de Esquerra Republicana de Catalunya había dejado de ser eurodiputado desde el 3 de enero.
Una vez reconocidos como eurodiputados, Carles Puigdemont y Toni Comín solicitaron unirse, con el apoyo de Esquerra Republicana de Catalunya y la Alianza Libre Europea, al Grupo de Los Verdes/Alianza Libre Europea, que había nombrado a Oriol Junqueras vicepresidente días antes. Si bien, las reticencias de los verdes de Bélgica, por la relación de Puigdemont con la Nueva Alianza Flamenca del Grupo de los Conservadores y Reformistas Europeos, provocó que ambos políticos retiraran antes de la votación su petición, pasando a formar parte del grupo de los No inscritos, a los que se sumaría Clara Ponsatí una vez recogida su acta por la salida del Reino Unido de la Unión Europea.
Por su parte, Esquerra Republicana de Catalunya decidió dejar vacante el puesto de Oriol Junqueras mientras se resolvían los recursos interpuestos contra el presidente del Parlamento Europeo David Sassoli por, según la denuncia, tomar la decisión de no respetar la inmunidad de Oriol Junqueras y no haber sido capaz de adoptar ninguna decisión para proteger su inmunidad. Si bien, en el pleno de julio del Parlamento Europeo, ERC rectificó su decisión y Jordi Solé aceptó el escaño, a la espera de los recursos interpuestos por Junqueras, siendo reconocido como Eurodiputado con efecto al 3 de enero de 2020. Solé se adscribió al Grupo de Los Verdes/Alianza Libre Europea junto a su compañera de partido Diana Riba.

## El Parlamento después del Brexit

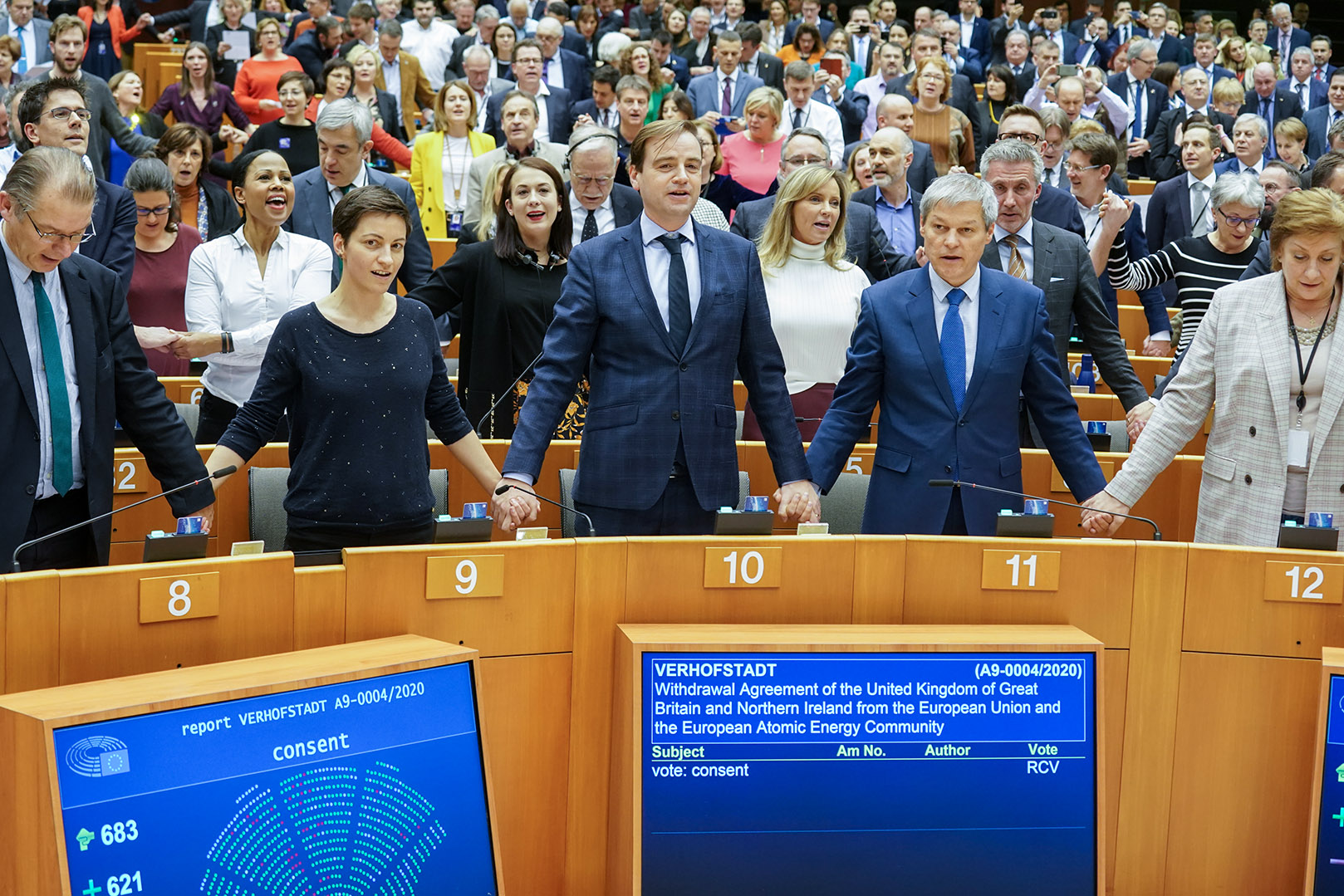
Eurodiputados cantando el himno de la Unión Europea tras la votación sobre el Brexit.

Una vez finalizado la salida del Reino Unido de la Unión Europea (Brexit) y tras la salida de los 73 eurodiputados británicos, el Parlamento Europeo concluyó su proceso de reducción a 705 escaños dando entrada a 27 nuevos eurodiputados. El Grupo del Partido Popular Europeo y el Grupo Identidad y Democracia fueron los principales beneficiados aumentando su fuerza mientras que Renovar Europa y el Grupo de la Alianza Progresista de Socialistas y Demócratas fueron los principales damnificados tras la pérdida de los diputados de los Liberal Demócratas y del Partido Laborista respectivamente.
Los nuevos diputados, en su gran mayoría fueron a parar a los grupos donde se integraban los partidos de los que formaban parte, con la excepción de Dorien Rookmaker que, a pesar de presentarse con el Foro para la Democracia de los Países Bajos, pasó a formar parte de los No inscritos por el partido Groep Otten.
Además, desde la Constitución de la legislatura, se produjeron algunos cambios no asumibles al brexit o a la entrada de los eurodiputados independentistas catalanes, como el paso de Nicola Danti, miembro del nuevo partido Italia Viva, a Renovar Europa desde el grupo socialista y la salida de Martin Buschmann (Partido Ser Humano, Medio Ambiente y Protección de los Animales) del Grupo de la Izquierda Unitaria tras revelarse su pasado en el Partido Nacionaldemócrata de Alemania.
| EU 2020        | EU 2020                                                                                    | EU 2020 | EU 2020                                   | EU 2020                                                                                    | EU 2020 |
| Grupo político | Grupo político                                                                             | Partido(s) político(s) | Posición                                  | Ideología                                                                                  | Escaños |
| -------------- | ------------------------------------------------------------------------------------------ | --- | ----------------------------------------- | ------------------------------------------------------------------------------------------ | ------- |
|                | Grupo del Partido Popular Europeo (Demócrata-Cristianos) (EPP)                             | Partido Popular Europeo: 178 Movimiento Político Cristiano Europeo: 2 Sin partido europeo: 7                                                                                       | Centroderecha                             | Conservadurismo liberal Democracia cristiana Neoliberalismo Europeísmo                     | 187/705 |
|                | Grupo de la Alianza Progresista de Socialistas y Demócratas en el Parlamento Europeo (S&D) | Partido de los Socialistas Europeos: 140 Partido Demócrata Europeo: 2 Sin partido europeo: 5                                                                                       | Centroizquierda                           | Socialdemocracia Socialismo democrático Progresismo Europeísmo                             | 147/705 |
|                | Grupo Renovar Europa (RE)                                                                  | Liberales y Demócratas por Europa (ALDE): 63 Partido Demócrata Europeo: 9 Sin partido europeo: 26                                                                                  | Centro                                    | Liberalismo Socioliberalismo Progresismo Europeísmo                                        | 98/705  |
|                | Grupo Identidad y Democracia (ID)                                                          | Partido Identidad y Democracia: 60 Sin partido europeo: 12 | Extrema derecha                           | Populismo de derecha Conservadurismo nacionalista Antiinmigración Euroescepticismo fuerte  | 72/705  |
|                | Grupo de Los Verdes / Alianza Libre Europea (Greens/EFA)                                   | Partido Verde Europeo: 52 Partido Pirata Europeo: 4 Alianza Libre Europea: 4* Alianza de la Izquierda Verde Nórdica: 1 Animal Politics EU: 1 Volt Europa: 1 Sin partido europeo: 5 | Centroizquierda Izquierda Transversalismo | Ecología política Regionalismo Independentismo Europeísmo                                  | 68/705  |
|                | Grupo de los Conservadores y Reformistas Europeos (ECR)                                    | Conservadores y Reformistas Europeos: 44 Alianza Libre Europea: 3 Movimiento Político Cristiano Europeo: 2 Sin partido europeo: 15                                                 | Derecha Extrema derecha                   | Conservadurismo nacionalista Neoliberalismo Populismo de derecha Euroescepticismo moderado | 64/705  |
|                | Grupo Confederal de la Izquierda Unitaria Europea / Izquierda Verde Nórdica (GUE/NGL)      | Partido de la Izquierda Europea: 21 Ahora la Gente: 9 Alianza de la Izquierda Verde Nórdica: 3 Animal Politics EU: 1 Sin partido europeo: 5                                        | Izquierda                                 | Socialismo democrático Marxismo Anticapitalismo Euroescepticismo moderado                  | 39/705  |
|                | No inscritos (NI)                                                                          | Alianza por la Paz y la Libertad: 1 Animal Politics EU: 1 Movimiento Político Cristiano Europeo: 1 Sin partido europeo: 26                                                         | -                                         | -                                                                                          | 30/705  |

| Estado | Grupos políticos del Parlamento Europeo | Grupos políticos del Parlamento Europeo | Grupos políticos del Parlamento Europeo | Grupos políticos del Parlamento Europeo | Grupos políticos del Parlamento Europeo | Grupos políticos del Parlamento Europeo | Grupos políticos del Parlamento Europeo | Grupos políticos del Parlamento Europeo | Grupos políticos del Parlamento Europeo | Grupos políticos del Parlamento Europeo            | Grupos políticos del Parlamento Europeo | Grupos políticos del Parlamento Europeo | Grupos políticos del Parlamento Europeo | Grupos políticos del Parlamento Europeo | Grupos políticos del Parlamento Europeo | Grupos políticos del Parlamento Europeo | MEP's | MEP's |    |    |  |
| Estado | EPP                                     | EPP                                     | S&D                                     | S&D                                     | RE                                      | RE                                      | ID                                      | ID                                      | G-EFA                                   | G-EFA                                              | ECR                                     | ECR                                     | GUE/NGL                                 | GUE/NGL                                 | NI                                      | NI                                      | MEP's | MEP's |    |    |  |
| --- | --------------------------------------- | --------------------------------------- | --------------------------------------- | --------------------------------------- | --------------------------------------- | --------------------------------------- | --------------------------------------- | --------------------------------------- | --------------------------------------- | -------------------------------------------------- | --------------------------------------- | --------------------------------------- | --------------------------------------- | --------------------------------------- | --------------------------------------- | --------------------------------------- | ----- | ----- | -- | -- |  |
| Estado | Alemania                                | 23 (CDU) 6 (CSU)                        |                                         | 16 (SPD)                                |                                         | 5 (FDP) 2 (FW)                          |                                         | 9 (AfD)                                 |                                         | 21 (Grüne) 1 (Piraten) 1 (ÖDP) 1 (PARTEI) 1 (Volt) |                                         | 1 (Familie) 1 (BD)                      |                                         | 5 (Linke)                               | -1                                      | 1 (PARTEI) 1 (Tierschutz) 1 (Zentrum)   | MEP's | MEP's | +1 | 96 |  |
| Francia | 8 (LR-LC)                               |                                         | 4 (PS) 1 (PP) 1 (ND)                    | +1                                      | 17 (LREM) 5 (MoDem) 1 (MR)              | +2                                      | 23 (RN)                                 | +1                                      | 12 (EE-LV) 1 (PNC)                      | +1                                                 |                                         |                                         | 6 (FI)                                  |                                         |                                         |                                         | 79    | +5    |    |    |  |
| Italia | 7 (FI) 1 (SVP)                          | +1                                      | 18 (PD)                                 | -1                                      | 1 (IV)                                  | +1                                      | 29 (Lega)                               | +1                                      |                                         |                                                    | 6 (FdI)                                 | +1                                      |                                         |                                         | 14 (M5S)                                |                                         | 76    | +3    |    |    |  |
| España | 13 (PP)                                 | +1                                      | 21 (PSOE)                               | +1                                      | 7 (Cs) 1 (PNV) 1 (J.Nart)               | +1                                      |                                         |                                         | 2 (ERC)* 1 (CatComú)                    |                                                    | 4 (Vox)                                 | +1                                      | 3 (Podemos) 2 (IU) 1 (EH Bildu)         |                                         | 3 (Junts)                               |                                         | 59*   | +5    |    |    |  |
| Polonia | 14 (PO) 3 (PSL)                         |                                         | 5 (SLD) 3 (Wiosna)                      |                                         |                                         |                                         |                                         |                                         |                                         |                                                    | 27 (PiS)                                | +1                                      |                                         |                                         |                                         |                                         | 52    | +1    |    |    |  |
| Rumania | 10 (PNL) 2 (PMP) 2 (RMDSZ/UDMR)         |                                         | 9 (PSD) 2 (PRO)                         | +1                                      | 8 (USR-PLUS)                            |                                         |                                         |                                         |                                         |                                                    |                                         |                                         |                                         |                                         |                                         |                                         | 33    | +1    |    |    |  |
| Países Bajos | 4 (CDA) 1 (CU) 1 (50+)                  |                                         | 6 (PvdA)                                |                                         | 5 (VVD) 2 (D66)                         | +1                                      | 1 (PVV)                                 | +1                                      | 3 (GL)                                  |                                                    | 3 (FVD) 1 (SGP)                         |                                         | 1 (PvdD)                                |                                         | 1 (GO)                                  | +1                                      | 29    | +3    |    |    |  |
| Bélgica | 2 (CDenV) 1 (CDH) 1 (CSP)               |                                         | 2 (PS) 1 (SP.A)                         |                                         | 2 (VLD) 2 (MR)                          |                                         | 3 (VB)                                  |                                         | 2 (Ecolo) 1 (Groen!)                    |                                                    | 3 (NV-A)                                |                                         | 1 (PvdA)                                |                                         |                                         |                                         | 21    |       |    |    |  |
| República Checa | 2 (TOP 09) 2 (KDU-CSL) 1 (STAN)         |                                         |                                         |                                         | 6 (ANO)                                 |                                         | 2 (Svobodní)                            |                                         | 3 (Pirati)                              |                                                    | 4 (ODS)                                 |                                         | 1 (KSČM)                                |                                         |                                         |                                         | 21    |       |    |    |  |
| Grecia | 8 (ND)                                  |                                         | 2 (KINAL)                               |                                         |                                         |                                         |                                         |                                         |                                         |                                                    | 1 (Elliniki Lisi)                       |                                         | 6 (SYRIZA)                              |                                         | 2 (XA) 2 (KKE)                          |                                         | 21    |       |    |    |  |
| Hungría | 12 (FIDESZ) 1 (KDNP)                    |                                         | 4 (DK) 1 (MSZP)                         |                                         | 2 (Momentum)                            |                                         |                                         |                                         |                                         |                                                    |                                         |                                         |                                         |                                         | 1 (Jobbik)                              | -2                                      | 21    |       |    |    |  |
| Portugal | 6 (PSD) 1 (CDS-PP)                      |                                         | 9 (PS)                                  |                                         |                                         |                                         |                                         |                                         | 1 (PAN)                                 |                                                    |                                         |                                         | 2 (PCP) 2 (BE)                          |                                         |                                         |                                         | 21    |       |    |    |  |
| Suecia | 4 (MOD) 2 (KD)                          |                                         | 5 (SAP)                                 |                                         | 2 (CP) 1 (FP)                           |                                         |                                         |                                         | 3 (MP)                                  | +1                                                 | 3 (SD)                                  |                                         | 1 (V)                                   |                                         |                                         |                                         | 21    | +1    |    |    |  |
| Austria | 7 (ÖVP)                                 |                                         | 5 (SPÖ)                                 |                                         | 1 (NEOS)                                |                                         | 3 (FPÖ)                                 |                                         | 3 (Grünen)                              | +1                                                 |                                         |                                         |                                         |                                         |                                         |                                         | 19    | +1    |    |    |  |
| Bulgaria | 6 (GERB) 1 (BD)                         |                                         | 5 (BSP)                                 |                                         | 3 (DPS)                                 |                                         |                                         |                                         |                                         |                                                    | 2 (VMRO)                                |                                         |                                         |                                         |                                         |                                         | 17    |       |    |    |  |
| Finlandia | 3 (KOK)                                 |                                         | 2 (SDP)                                 |                                         | 2 (KESK) 1 (SFP/RKP)                    |                                         |                                         | -2                                      | 3 (Vihr)                                | +1                                                 | 2 (PS)                                  | +2                                      | 1 (VAS)                                 |                                         |                                         |                                         | 14    | +1    |    |    |  |
| Dinamarca | 1 (C)                                   |                                         | 3 (SD)                                  |                                         | 4 (V) 2 (RV)                            | +1                                      | 1 (DF)                                  |                                         | 2 (SF)                                  |                                                    |                                         |                                         | 1 (Ø)                                   |                                         |                                         |                                         | 14    | +1    |    |    |  |
| Eslovaquia | 2 (SPOLU) 2 (KDH) 1 (OL'aNO)            | +1                                      | 3 (SMER)                                |                                         | 2 (PS)                                  |                                         |                                         |                                         |                                         |                                                    | 2 (SaS)                                 |                                         |                                         |                                         | 2 (L'SNS)                               |                                         | 14    | +1    |    |    |  |
| Croacia | 4 (HDZ)                                 |                                         | 4 (SDP)                                 | +1                                      | 1 (IDS)                                 |                                         |                                         |                                         |                                         |                                                    | 1 (HKS)                                 |                                         |                                         |                                         | 1 (ZZ) 1 (M.Kolakušić)                  |                                         | 12    | +1    |    |    |  |
| Irlanda | 5 (FG)                                  | +1                                      |                                         |                                         | 2 (FF)                                  | +1                                      |                                         |                                         | 2 (Green)                               |                                                    |                                         |                                         | 1 (SF) 2 (IC) 1 (Ming)                  |                                         |                                         |                                         | 13    | +2    |    |    |  |
| Lituania | 3 (TS-LKD) 1 (A.Maldeikienė)            |                                         | 2 (LSDP)                                |                                         | 1 (LRLS) 1 (DP)                         |                                         |                                         |                                         | 2 (LVŽS)                                |                                                    | 1 (LLRA–KŠS)                            |                                         |                                         |                                         |                                         |                                         | 11    |       |    |    |  |
| Letonia | 2 (VIENOTIBA)                           |                                         | 2 (SDP)                                 |                                         | 1 (AP!)                                 |                                         |                                         |                                         | 1 (LKS)                                 |                                                    | 2 (TB/LNNK)                             |                                         |                                         |                                         |                                         |                                         | 8     |       |    |    |  |
| Eslovenia | 3 (SDS-SLS) 1 (NSi)                     |                                         | 2 (SD)                                  |                                         | 2 (LMŠ)                                 |                                         |                                         |                                         |                                         |                                                    |                                         |                                         |                                         |                                         |                                         |                                         | 8     |       |    |    |  |
| Estonia | 1 (Isamaa)                              | +1                                      | 2 (SDE)                                 |                                         | 2 (REF) 1 (KE)                          |                                         | 1 (EKRE)                                |                                         |                                         |                                                    |                                         |                                         |                                         |                                         |                                         |                                         | 7     | +1    |    |    |  |
| Chipre | 2 (DISY)                                |                                         | 1 (EDEK) 1 (DIKO)                       |                                         |                                         |                                         |                                         |                                         |                                         |                                                    |                                         |                                         | 2 (AKEL)                                |                                         |                                         |                                         | 6     |       |    |    |  |
| Luxemburgo | 2 (CSV)                                 |                                         | 1 (LSAP)                                |                                         | 2 (DP)                                  |                                         |                                         |                                         | 1 (Gréng)                               |                                                    |                                         |                                         |                                         |                                         |                                         |                                         | 6     |       |    |    |  |
| Malta | 2 (PN)                                  |                                         | 4 (PL)                                  |                                         |                                         |                                         |                                         |                                         |                                         |                                                    |                                         |                                         |                                         |                                         |                                         |                                         | 6     |       |    |    |  |
| Total |                                         |                                         |                                         |                                         |                                         |                                         |                                         |                                         |                                         |                                                    |                                         |                                         |                                         |                                         |                                         |                                         | MEPs  | MEPs  |    |    |  |
| Total | EPP                                     | EPP                                     | S&D                                     | S&D                                     | RE                                      | RE                                      | ID                                      | ID                                      | G-EFA                                   | G-EFA                                              | ECR                                     | ECR                                     | GUE/NGL                                 | GUE/NGL                                 | NI                                      | NI                                      | MEPs  | MEPs  |    |    |  |
| Total | 187                                     | 5                                       | 147                                     | 7                                       | 98                                      | 10                                      | 72                                      | 1                                       | 68*                                     | 7                                                  | 64                                      | 0                                       | 39                                      | 2                                       | 30                                      | 27                                      | 705   | 46    |    |    |  |
| Notas: - Esquerra Republicana de Catalunya, que había dejado vacante el escaño de Oriol Junqueras, nombró a Jordi Solé como sustituto. Aceptó el cargo el 23 de julio de 2020 pero fue proclamado a efecto del 3 de enero de 2020. |                                         |                                         |                                         |                                         |                                         |                                         |                                         |                                         |                                         |                                                    |                                         |                                         |                                         |                                         |                                         |                                         |       |       |    |    |  |

Por último, las comisiones del Parlamento Europeo sustituyeron a los miembros británicos de las mesas. Al frente de la Comisión de Pesca se votó al francés Pierre Karleskind de La República en Marcha (Renovar Europa) en sustitución de Chris Davies de los Liberal Demócratas, y al frente de la Comisión de Asuntos Jurídicos se situó el español Adrián Vázquez Lázara de Ciudadanos (Renovar Europa) en sustitución de Lucy Nethsingha, también de los liberales ingleses.

## Contexto institucional
La refundación de la Unión Europea es el proyecto que busca la reforma institucional y constitucional para adaptar a dicha organización a los futuros cambios globales y avanzar en la integración europea. Fue iniciado en 2017 y ha sido impulsado principalmente por la Comisión Europea y el denominado eje franco-alemán. Aunque el término «refundación» ha sido utilizado especialmente por el presidente de Francia, Emmanuel Macron y su gobierno, diferentes actores políticos se han referido a la situación empleando términos variados para reflejar la voluntad de aumentar la capacidad geopolítica, la autonomía estratégica o la soberanía de la Unión. Por ejemplo, durante la presidencia francesa del Consejo de la UE en 2022, el propio Macron utilizó como eslogan las palabras «relanzamiento, poder, pertenencia».
En medio de la tensión diplomática entre Rusia y la UE y la intensificación de la rivalidad entre China y Estados Unidos, la UE comenzó a debatir la noción de autonomía estratégica, que exige a la organización defender su soberanía y promover sus intereses de manera independiente. Dicha autonomía suele vincularse a la defensa, pero podría ir más allá, teniendo en cuenta que a nivel internacional las capacidades económicas y tecnológicas han ganado relevancia. Sin embargo, varios líderes europeos aspiran a dotar a la UE de las capacidades militares que consideran necesarias para garantizar su defensa en pos de conseguir la autonomía estratégica.
Entre tanto, en Estados Unidos, los gobiernos de Donald Trump y Joe Biden asumieron una postura de relativa ruptura respecto a la UE, lo que ha generado una «pérdida de confianza» en la relación bilateral dentro de la clase política y la opinión pública en la UE. Paralelamente las nuevas relaciones eurobritánicas, tras la salida del Reino Unido de la UE en 2020, se han desarrollado en medio de un reforzamiento de la angloesfera que ha chocado con algunos intereses de la UE.
Sin embargo, han sido dos los principales catalizadores que desde 2020 impulsan una serie de cambios de considerable magnitud en el bloque comunitario: la crisis de la pandemia de COVID-19 y la situación de la Unión tras la invasión rusa de Ucrania. Entre otros aspectos, ambas crisis pusieron en evidencia la dependencia exterior de la Unión para abastecerse de productos y materias primas de carácter estratégico. Ello, unido al creciente proteccionismo de competidores clave como China y Estados Unidos —en particular las leyes de este último aprobadas en 2022—, potenció la adopción de medidas comunitarias que buscan la reindustralización interior de la UE.
No obstante, desde que asumió sus funciones en 2017, el presidente Macron ya había abanderado propuestas en respaldo de su consigna de «refundar Europa». Pese a ello, en los primeros años de su gobierno, Macron no había obtenido el respaldo del gobierno de la canciller alemana Angela Merkel a sus iniciativas más ambiciosas dentro de la UE. Pero la situación cambió el 18 de mayo de 2020, cuando —en el marco de la crisis de la pandemia— ambos gobernantes presentaron un plan para la UE armonizado con varias acciones institucionales iniciadas en marzo de ese año, que fueron seguidas por una ola de anuncios sin precedentes. Esta dinámica despertó expectativas sobre Olaf Scholz —quien reemplazó a Merkel como canciller en diciembre de 2021— y su política europea enfocada en la evolución hacia el establecimiento de un «Estado federal» que no logró implementar antes de ser reemplazado por Friedrich Merz en 2025.